# Эвиярви
Эвиярви (фин. Evijärvi) — община в провинции Южная Остроботния, Финляндия. Общая площадь территории — 390,71 км², из которых 36,7 км² — вода.

## Демография
На 31 января 2011 года в общине Эвиярви проживало 2751 человек: 1415 мужчин и 1336 женщин.
Финский язык является родным для 96,81% жителей, шведский — для 1,81 %. Прочие языки являются родными для 1,38% жителей общины.
Возрастной состав населения:
- до 14 лет — 15,89 %
- от 15 до 64 лет — 60,92%
- от 65 лет — 23,34%

Изменение численности населения по годам:
| Год  | Численность |
| ---- | ----------- |
| 1980 | 3423        |
| 1990 | 3356        |
| 2000 | 3067        |
| 2010 | 2755        |
| 2011 | 2751        |